# Olympische Sommerspiele 2020/Kanu
Bei den Olympischen Spielen 2020 in Tokio wurden vom 25. Juli bis 7. August 2021 insgesamt 16 Wettbewerbe im Kanu ausgetragen. Dies umfasste die Wettbewerbe im Kanurennsport und Kanuslalom.
Im Vergleich zu den Sommerspielen 2016 wurden beim Kanurennsport drei Männer-Entscheidungen (C1 200 m, K2 200 m, K4 1000 m) durch drei Frauen-Entscheidungen (C1 200 m, C1 500 m, K4 500 m) ersetzt. Beim Kanuslalom wurde ein Männer-Wettbewerb (C2) durch einen Frauen-Wettbewerb (C1) ersetzt.

## Bilanz

### Medaillenspiegel
| Platz  | Land               | Gold | Silber | Bronze | Gesamt |
| ------ | ------------------ | ---- | ------ | ------ | ------ |
| 1      | Ungarn             | 3    | 2      | 1      | 6      |
| 2      | Neuseeland         | 3    | –      | –      | 3      |
| 3      | Deutschland        | 2    | 1      | 4      | 7      |
| 4      | Australien         | 2    | –      | 1      | 3      |
| 5      | China              | 1    | 2      | –      | 3      |
| 6      | Tschechien         | 1    | 1      | 1      | 3      |
| 7      | Brasilien          | 1    | –      | –      | 1      |
| 7      | Kuba               | 1    | –      | –      | 1      |
| 7      | Slowenien          | 1    | –      | –      | 1      |
| 7      | Vereinigte Staaten | 1    | –      | –      | 1      |
| 11     | Spanien            | –    | 3      | –      | 3      |
| 12     | Großbritannien     | –    | 1      | 1      | 2      |
| 12     | Kanada             | –    | 1      | 1      | 2      |
| 12     | Polen              | –    | 1      | 1      | 2      |
| 12     | Slowakei           | –    | 1      | 1      | 2      |
| 12     | Ukraine            | –    | 1      | 1      | 2      |
| 17     | Italien            | –    | 1      | –      | 1      |
| 17     | Belarus            | –    | 1      | –      | 1      |
| 19     | Dänemark           | –    | –      | 2      | 2      |
| 20     | Moldau             | –    | –      | 1      | 1      |
| 20     | Portugal           | –    | –      | 1      | 1      |
| Gesamt | Gesamt             | 16   | 16     | 16     | 48     |

### Medaillengewinner
Männer
| Disziplin     | Gold                                                             | Silber                                                            | Bronze                                                  |
| ------------- | ---------------------------------------------------------------- | ----------------------------------------------------------------- | ------------------------------------------------------- |
| Kanuslalom    |                                                                  |                                                                   |                                                         |
| C1            | Benjamin Savšek (SLO)                                            | Lukáš Rohan (CZE)                                                 | Sideris Tasiadis (GER)                                  |
| K1            | Jiří Prskavec (CZE)                                              | Jakub Grigar (SVK)                                                | Hannes Aigner (GER)                                     |
| Kanurennsport |                                                                  |                                                                   |                                                         |
| C1 1000 m     | Isaquias Queiroz (BRA)                                           | Liu Hao (CHN)                                                     | Serghei Tarnovschi (MDA)                                |
| C2 1000 m     | Kuba Serguey Torres Fernando Jorge                               | China Liu Hao Zheng Pengfei                                       | Deutschland Sebastian Brendel Tim Hecker                |
| K1 200 m      | Sándor Tótka (HUN)                                               | Manfredi Rizza (ITA)                                              | Liam Heath (GBR)                                        |
| K1 1000 m     | Bálint Kopasz (HUN)                                              | Ádám Varga (HUN)                                                  | Fernando Pimenta (POR)                                  |
| K2 1000 m     | Australien Jean van der Westhuyzen Thomas Green                  | Deutschland Max Hoff Jacob Schopf                                 | Tschechien Josef Dostál Radek Šlouf                     |
| K4 500 m      | Deutschland Max Rendschmidt Ronald Rauhe Tom Liebscher Max Lemke | Spanien Saúl Craviotto Marcus Walz Carlos Arévalo Rodrigo Germade | Slowakei Samuel Baláž Denis Myšák Erik Vlček Adam Botek |

Frauen
| Disziplin     | Gold                                                       | Silber                                                                            | Bronze                                                                |
| ------------- | ---------------------------------------------------------- | --------------------------------------------------------------------------------- | --------------------------------------------------------------------- |
| Kanuslalom    |                                                            |                                                                                   |                                                                       |
| C1            | Jessica Fox (AUS)                                          | Mallory Franklin (GBR)                                                            | Andrea Herzog (GER)                                                   |
| K1            | Ricarda Funk (GER)                                         | Maialen Chourraut (ESP)                                                           | Jessica Fox (AUS)                                                     |
| Kanurennsport |                                                            |                                                                                   |                                                                       |
| C1 200 m      | Nevin Harrison (USA)                                       | Laurence Vincent-Lapointe (CAN)                                                   | Ljudmyla Lusan (UKR)                                                  |
| C2 500 m      | China Xu Shixiao Sun Mengya                                | Ukraine Ljudmyla Lusan Anastassija Tschetwerikowa                                 | Kanada Laurence Vincent-Lapointe Katie Vincent                        |
| K1 200 m      | Lisa Carrington (NZL)                                      | Teresa Portela (ESP)                                                              | Emma Jørgensen (DEN)                                                  |
| K1 500 m      | Lisa Carrington (NZL)                                      | Tamara Csipes (HUN)                                                               | Emma Jørgensen (DEN)                                                  |
| K2 500 m      | Neuseeland Lisa Carrington Caitlin Regal                   | Polen Karolina Naja Anna Puławska                                                 | Ungarn Danuta Kozák Dóra Bodonyi                                      |
| K4 500 m      | Ungarn Danuta Kozák Tamara Csipes Anna Kárász Dóra Bodonyi | Belarus Maryna Litwintschuk Marharyta Machnewa Nadseja Ljapeschka Wolha Chudsenka | Polen Karolina Naja Anna Puławska Justyna Iskrzycka Helena Wiśniewska |

## Ergebnisse Kanuslalom

### Männer

#### C1
| Platz | Land | Athlet           | Zeit (s) |
| ----- | ---- | ---------------- | -------- |
| 1     | SLO  | Benjamin Savšek  | 98,25    |
| 2     | CZE  | Lukáš Rohan      | 101,96   |
| 3     | GER  | Sideris Tasiadis | 103,70   |
| 4     | GBR  | Adam Burgess     | 103,86   |
| 5     | FRA  | Martin Thomas    | 104,18   |
| 6     | ESP  | Ander Elosegi    | 104,59   |
| 7     | SVK  | Matej Beňuš      | 105,60   |
| 8     | USA  | Zachary Lokken   | 106,08   |

#### K1
| Platz | Land | Athlet                | Zeit (s) |
| ----- | ---- | --------------------- | -------- |
| 1     | CZE  | Jiří Prskavec         | 91,63    |
| 2     | SVK  | Jakub Grigar          | 94,85    |
| 3     | GER  | Hannes Aigner         | 97,11    |
| 4     | AUT  | Felix Oschmautz       | 98,79    |
| 5     | USA  | Michal Smolen         | 99,12    |
| 6     | GBR  | Bradley Forbes-Cryans | 100,58   |
| 7     | FRA  | Boris Neveu           | 101,18   |
| 8     | AUS  | Lucien Delfour        | 102,33   |

### Frauen

#### C1
| Platz | Land | Athletin           | Zeit (s) |
| ----- | ---- | ------------------ | -------- |
| 1     | AUS  | Jessica Fox        | 105,04   |
| 2     | GBR  | Mallory Franklin   | 108,68   |
| 3     | GER  | Andrea Herzog      | 111,13   |
| 4     | FRA  | Marjorie Delassus  | 115,93   |
| 5     | AUT  | Nadine Weratschnig | 119,41   |
| 6     | CZE  | Tereza Fišerová    | 120,99   |
| 7     | UKR  | Wiktorija Us       | 124,85   |
| 8     | ESP  | Núria Vilarrubla   | 127,33   |

#### K1
| Platz | Land | Athletin          | Zeit (s) |
| ----- | ---- | ----------------- | -------- |
| 1     | GER  | Ricarda Funk      | 105,50   |
| 2     | ESP  | Maialen Chourraut | 106,63   |
| 3     | AUS  | Jessica Fox       | 106,73   |
| 4     | ITA  | Stefanie Horn     | 106,93   |
| 5     | POL  | Klaudia Zwolińska | 108,98   |
| 6     | NZL  | Luuka Jones       | 110,67   |
| 7     | NED  | Martina Wegman    | 111,33   |
| 8     | UKR  | Wiktorija Us      | 111,85   |

## Ergebnisse Kanurennsport

### Männer

#### C1 1000 m
| Platz | Land | Athlet                 | Zeit (min) |
| ----- | ---- | ---------------------- | ---------- |
| 1     | BRA  | Isaquias Queiroz       | 4:04,408   |
| 2     | CHN  | Liu Hao                | 4:05,724   |
| 3     | MDA  | Serghei Tarnovschi     | 4:06,069   |
| 4     | FRA  | Adrien Bar             | 4:06,171   |
| 5     | CZE  | Martin Fuksa           | 4:08,755   |
| 6     | GER  | Conrad-Robin Scheibner | 4:13,725   |
| 7     | CUB  | Fernando Jorge         | 4:13,918   |
| 8     | CHN  | Zheng Pengfei          | 4:14,048   |

#### C2 1000 m
| Platz | Land | Athleten                         | Zeit (min) |
| ----- | ---- | -------------------------------- | ---------- |
| 1     | CUB  | Serguey Torres Fernando Jorge    | 3:24,995   |
| 2     | CHN  | Liu Hao Zheng Pengfei            | 3:25,198   |
| 3     | GER  | Sebastian Brendel Tim Hecker     | 3:25,615   |
| 4     | BRA  | Jacky Godmann Isaquias Queiroz   | 3:27,603   |
| 5     | ROU  | Cătălin Chirilă Victor Mihalachi | 3:29,285   |
| 6     | CAN  | Roland Varga Connor Fitzpatrick  | 3:30,157   |
| 7     | POL  | Wiktor Głazunow Tomasz Barniak   | 3:32,317   |
| 8     | ESP  | Cayetano García Pablo Martínez   | 3:41,572   |

#### K1 200 m
| Platz | Land | Athlet          | Zeit (s) |
| ----- | ---- | --------------- | -------- |
| 1     | HUN  | Sándor Tótka    | 35,035   |
| 2     | ITA  | Manfredi Rizza  | 35,080   |
| 3     | GBR  | Liam Heath      | 35,202   |
| 4     | HUN  | Kolos Csizmadia | 35,317   |
| 5     | ESP  | Carlos Arévalo  | 35,391   |
| 6     | SWE  | Petter Menning  | 35,562   |
| 7     | ESP  | Saúl Craviotto  | 35,568   |
| 8     | LAT  | Roberts Akmens  | 36,014   |

#### K1 1000 m
| Platz | Land | Athlet           | Zeit (min) |
| ----- | ---- | ---------------- | ---------- |
| 1     | HUN  | Bálint Kopasz    | 3:20,643   |
| 2     | HUN  | Ádám Varga       | 3:22,431   |
| 3     | POR  | Fernando Pimenta | 3:22,478   |
| 4     | GER  | Jacob Schopf     | 3:22,554   |
| 5     | CZE  | Josef Dostál     | 3:26,610   |
| 6     | CHN  | Zhang Dong       | 3:28,103   |
| 7     | AUS  | Thomas Green     | 3:28,360   |
| 8     | ARG  | Agustín Vernice  | 3:28,503   |

#### K2 1000 m
| Platz | Land | Athleten                             | Zeit (min) |
| ----- | ---- | ------------------------------------ | ---------- |
| 1     | AUS  | Jean van der Westhuyzen Thomas Green | 3:15,280   |
| 2     | GER  | Max Hoff Jacob Schopf                | 3:15,584   |
| 3     | CZE  | Josef Dostál Radek Šlouf             | 3:16,106   |
| 4     | HUN  | Bence Nádas Bálint Kopasz            | 3:16,535   |
| 5     | NZL  | Max Brown Kurtis Imrie               | 3:17,267   |
| 6     | ESP  | Francisco Cubelos Íñigo Peña         | 3:17,327   |
| 7     | BLR  | Mikita Borykau Aleh Jurenja          | 3:17,769   |
| 8     | CHN  | Wang Congkang Bu Tingkai             | 3:19,612   |

#### K4 500 m
| Platz | Land | Athleten                                                               | Zeit (min) |
| ----- | ---- | ---------------------------------------------------------------------- | ---------- |
| 1     | GER  | Max Rendschmidt Ronald Rauhe Tom Liebscher Max Lemke                   | 1:22,219   |
| 2     | ESP  | Saúl Craviotto Marcus Walz Carlos Arévalo Rodrigo Germade              | 1:22,445   |
| 3     | SVK  | Samuel Baláž Denis Myšák Erik Vlček Adam Botek                         | 1:23,534   |
| 4     | ROC  | Roman Anoschkin Maxim Spessiwzew Artjom Kusachmetow Alexander Sergejew | 1:23,654   |
| 5     | BLR  | Uladsislau Litwinau Ilja Fedarenka Dsmitryj Natyntschyk Mikita Borykau | 1:24,510   |
| 6     | AUS  | Lachlan Tame Riley Fitzsimmons Murray Stewart Jordan Wood              | 1:25,025   |
| 7     | HUN  | Bence Nádas Kornél Béke Kolos Csizmadia Sándor Tótka                   | 1:25,068   |
| 8     | POR  | Emanuel Silva João Ribeiro Messias Baptista David Varela               | 1:25,324   |

### Frauen

#### C1 200 m
| Platz | Land | Athletin                  | Zeit (s) |
| ----- | ---- | ------------------------- | -------- |
| 1     | USA  | Nevin Harrison            | 45,932   |
| 2     | CAN  | Laurence Vincent-Lapointe | 46,786   |
| 3     | UKR  | Ljudmyla Lusan            | 47,034   |
| 4     | POL  | Dorota Borowska           | 47,116   |
| 5     | ESP  | Antía Jácome              | 47,226   |
| 6     | CHN  | Lin Wenjun                | 47,608   |
| 7     | ROC  | Olessja Romassenko        | 47,777   |
| 8     | CAN  | Katie Vincent             | 47,834   |

#### C2 500 m
| Platz | Land | Athletinnen                               | Zeit (min) |
| ----- | ---- | ----------------------------------------- | ---------- |
| 1     | CHN  | Xu Shixiao Sun Mengya                     | 1:55,495   |
| 2     | UKR  | Ljudmyla Lusan Anastassija Tschetwerikowa | 1:59,041   |
| 3     | CAN  | Laurence Vincent-Lapointe Katie Vincent   | 1:59,943   |
| 4     | GER  | Lisa Jahn Sophie Koch                     | 1:57,499   |
| 5     | HUN  | Virág Balla Kincső Takács                 | 2:00,289   |
| 6     | CUB  | Yarisleidis Cirilo Katherin Nuevo         | 2:01,623   |
| 7     | MDA  | Daniela Cociu Maria Olărașu               | 2:01,750   |
| 8     | ROC  | Olessja Romassenko Irina Andrejewa        | 2:04,875   |

#### K1 200 m
| Platz | Land | Athletin            | Zeit (s) |
| ----- | ---- | ------------------- | -------- |
| 1     | NZL  | Lisa Carrington     | 38,120   |
| 2     | ESP  | Teresa Portela      | 38,883   |
| 3     | DEN  | Emma Jørgensen      | 38,901   |
| 4     | POL  | Marta Walczykiewicz | 39,170   |
| 5     | SWE  | Linnea Stensils     | 39,287   |
| 6     | POL  | Dóra Lucz           | 39,442   |
| 7     | ITA  | Francesca Genzo     | 40,184   |
| 8     | GBR  | Deborah Kerr        | 40,409   |

#### K1 500 m
| Platz | Land | Athletin        | Zeit (min) |
| ----- | ---- | --------------- | ---------- |
| 1     | NZL  | Lisa Carrington | 1:51,216   |
| 2     | HUN  | Tamara Csipes   | 1:51,855   |
| 3     | DEN  | Emma Jørgensen  | 1:52,773   |
| 4     | HUN  | Danuta Kozák    | 1:53,414   |
| 5     | SWE  | Linnea Stensils | 1:53,600   |
| 6     | BEL  | Hermien Peters  | 1:53,716   |
| 7     | POR  | Teresa Portela  | 1:55,814   |
| 8     | AUS  | Alyce Wood      | 1:57,251   |

#### K2 500 m
| Platz | Land | Athletinnen                         | Zeit (min) |
| ----- | ---- | ----------------------------------- | ---------- |
| 1     | NZL  | Lisa Carrington Caitlin Regal       | 1:35,785   |
| 2     | POL  | Karolina Naja Anna Puławska         | 1:36,753   |
| 3     | HUN  | Danuta Kozák Dóra Bodonyi           | 1:36,867   |
| 4     | HUN  | Tamara Csipes Erika Medveczky       | 1:37,114   |
| 5     | AUS  | Alyssa Bull Alyce Wood              | 1:37,412   |
| 6     | BLR  | Wolha Chudsenka Maryna Litwintschuk | 1:37,647   |
| 7     | FRA  | Manon Hostens Sarah Guyot           | 1:40,329   |
| 8     | GER  | Sabrina Hering-Pradler Tina Dietze  | 1:42,406   |

#### K4 500 m
| Platz | Land | Athletinnen                                                               | Zeit (min) |
| ----- | ---- | ------------------------------------------------------------------------- | ---------- |
| 1     | HUN  | Danuta Kozák Tamara Csipes Anna Kárász Dóra Bodonyi                       | 1:35,463   |
| 2     | BLR  | Maryna Litwintschuk Marharyta Machnewa Nadseja Ljapeschka Wolha Chudsenka | 1:36,073   |
| 3     | POL  | Karolina Naja Anna Puławska Justyna Iskrzycka Helena Wiśniewska           | 1:36,445   |
| 4     | NZL  | Lisa Carrington Alicia Hoskin Caitlin Regal Teneale Hatton                | 1:37,168   |
| 5     | GER  | Sabrina Hering-Pradler Melanie Gebhardt Jule Hake Tina Dietze             | 1:37,243   |
| 6     | CHN  | Li Dongyin Zhou Yu Ma Qing Wang Nan                                       | 1:38,121   |
| 7     | AUS  | Jaime Roberts Jo Brigden-Jones Shannon Reynolds Catherine McArthur        | 1:39,797   |
| 8     | DEN  | Emma Jørgensen Julie Funch Sara Milthers Bolette Nyvang Iversen           | 1:41,141   |

## Qualifikation
Für die Wettbewerbe im Kanuslalom gab es 82 Quotenplätze (41 pro Geschlecht). Im Kanurennsport gab es 140 Quotenplätze (70 pro Geschlecht). Folgende Nationen sicherten sich Quotenplätze:
| Nation                | Kanuslalom | Kanuslalom | Kanuslalom | Kanuslalom | Kanurennsport | Kanurennsport | Kanurennsport | Kanurennsport | Kanurennsport | Kanurennsport | Kanurennsport | Kanurennsport | Kanurennsport | Kanurennsport | Kanurennsport | Kanurennsport | Gesamt | Gesamt   |
| Nation                | Männer     | Männer     | Frauen     | Frauen     | Männer        | Männer        | Männer        | Männer        | Männer        | Männer        | Frauen        | Frauen        | Frauen        | Frauen        | Frauen        | Frauen        | Gesamt | Gesamt   |
| Nation                | K1         | C1         | K1         | C1         | K1 200 m      | K1 1000 m     | K2 1000 m     | K4 500 m      | C1 1000 m     | C2 1000 m     | K1 200 m      | K1 500 m      | K2 500 m      | K4 500 m      | C1 200 m      | C2 500 m      | Boote  | Athleten |
| --------------------- | ---------- | ---------- | ---------- | ---------- | ------------- | ------------- | ------------- | ------------- | ------------- | ------------- | ------------- | ------------- | ------------- | ------------- | ------------- | ------------- | ------ | -------- |
| Ägypten               |            |            |            |            | X             |               |               |               |               |               |               | X             |               |               |               |               | 2      | 2        |
| Algerien              |            |            |            |            |               |               |               |               |               |               | X             |               |               |               |               |               | 1      | 1        |
| Andorra               |            |            | X          |            |               |               |               |               |               |               |               |               |               |               |               |               | 1      | 1        |
| Argentinien           | X          |            |            |            | X             | X             |               |               |               |               | X             |               |               |               |               |               | 4      | 4        |
| Australien            | X          | X          |            | X          |               |               | X             | X             |               |               |               |               | X             | X             |               | X             | 8      | 16       |
| Belarus               |            |            |            |            |               | X             |               | X             |               |               |               | X             |               | X             | X             | X             | 6      | 12       |
| Belgien               | X          |            |            |            |               | X             |               |               |               |               |               |               | X             |               |               |               | 3      | 4        |
| Belize                |            |            |            |            |               | X             |               |               |               |               |               |               |               |               |               |               | 1      | 1        |
| Brasilien             | X          |            |            | X          |               | X             |               |               | X             | X             |               |               |               |               |               |               | 5      | 5        |
| Bulgarien             |            |            |            |            |               |               |               |               |               |               |               |               |               |               | X             |               | 1      | 1        |
| Chile                 |            |            |            |            |               |               |               |               |               |               |               |               |               |               |               | X             | 1      | 2        |
| China                 | X          |            | X          | X          |               | X             | X             |               | X             | X             |               |               | X             | X             | X             | X             | 11     | 18       |
| Chinesisch Taipeh     |            |            | X          |            |               |               |               |               |               |               |               |               |               |               |               |               | 1      | 1        |
| Cookinseln            |            |            | X          |            |               | X             |               |               |               |               | X             |               |               |               |               |               | 3      | 3        |
| Dänemark              |            |            |            |            |               |               |               |               |               |               |               | X             |               | X             |               |               | 2      | 4        |
| Deutschland           | X          | X          | X          | X          |               |               | X             | X             | X             | X             |               |               | X             | X             |               | X             | 11     | 21       |
| Frankreich            | X          | X          | X          | X          | X             |               | X             |               | X             |               | X             | X             |               | X             |               |               | 10     | 13       |
| Großbritannien        | X          | X          | X          | X          | X             |               |               |               |               |               | X             | X             |               |               | X             |               | 8      | 8        |
| Iran                  |            |            |            |            |               | X             |               |               |               |               |               |               |               |               |               |               | 1      | 1        |
| Irland                |            | X          |            |            |               |               |               |               |               |               |               |               |               |               |               |               | 1      | 1        |
| Italien               | X          |            | X          | X          | X             |               | X             |               |               |               | X             |               |               |               |               |               | 6      | 7        |
| Japan                 | X          | X          | X          | X          |               |               |               | X             | X             |               |               | X             |               |               |               | X             | 8      | 12       |
| Kanada                | X          | X          | X          | X          |               |               | X             | X             | X             | X             |               | X             |               | X             | X             |               | 11     | 18       |
| Kasachstan            |            | X          | X          |            |               |               |               |               |               | X             | X             | X             |               |               |               | X             | 6      | 7        |
| Kroatien              |            | X          |            |            |               |               |               |               |               |               |               | X             |               |               | X             |               | 3      | 3        |
| Kuba                  |            |            |            |            |               |               |               |               | X             | X             |               |               |               |               |               | X             | 3      | 5        |
| Lettland              |            |            |            |            | X             |               |               |               |               |               |               |               |               |               |               |               | 1      | 1        |
| Litauen               |            |            |            |            | X             |               |               |               |               |               |               |               |               |               |               |               | 1      | 1        |
| Marokko               | X          |            | X          |            |               |               |               |               |               |               |               |               |               |               |               |               | 2      | 2        |
| Mexiko                |            |            | X          |            |               |               |               |               |               |               |               |               |               |               |               |               | 1      | 1        |
| Moldau                |            |            |            |            |               |               |               |               | X             |               |               |               |               |               |               | X             | 2      | 3        |
| Mosambik              |            |            |            |            |               |               |               |               | X             |               |               |               |               |               |               |               | 1      | 1        |
| Neuseeland            | X          |            | X          |            |               |               | X             |               |               |               |               | X             |               | X             |               |               | 5      | 8        |
| Niederlande           |            |            | X          |            |               |               |               |               |               |               |               |               |               |               |               |               | 1      | 1        |
| Nigeria               |            |            |            |            |               |               |               |               |               |               |               |               |               |               | X             |               | 1      | 1        |
| Norwegen              |            |            |            |            |               | X             |               |               |               |               |               |               |               |               |               |               | 1      | 1        |
| Österreich            | X          |            | X          | X          |               |               |               |               |               |               |               |               | X             |               |               |               | 4      | 5        |
| Polen                 | X          | X          | X          | X          |               |               |               |               | X             | X             | X             |               | X             | X             | X             |               | 10     | 13       |
| Portugal              | X          |            |            |            |               | X             |               | X             |               |               | X             | X             |               |               |               |               | 5      | 8        |
| Refugee Olympic Team  |            |            |            |            |               | X             |               |               |               |               |               |               |               |               |               |               | 1      | 1        |
| ROC                   | X          |            | X          |            | X             | X             |               | X             |               | X             | X             |               |               | X             |               | X             | 9      | 17       |
| Rumänien              |            |            |            |            |               |               |               |               |               | X             |               |               |               |               |               |               | 1      | 2        |
| Samoa                 |            |            |            |            | X             |               |               |               | X             |               |               | X             |               |               |               |               | 3      | 3        |
| São Tomé und Príncipe |            |            |            |            |               |               |               |               |               | X             |               |               |               |               |               |               | 1      | 2        |
| Schweden              | X          |            |            |            | X             |               |               |               |               |               |               | X             |               |               |               |               | 3      | 3        |
| Schweiz               | X          | X          | X          |            |               |               |               |               |               |               |               |               |               |               |               |               | 3      | 3        |
| Senegal               |            | X          |            |            |               |               |               |               |               |               |               |               |               |               |               |               | 1      | 1        |
| Serbien               |            |            |            |            | X             | X             |               |               |               |               |               | X             |               |               |               |               | 3      | 3        |
| Slowakei              | X          | X          | X          | X          |               | X             |               | X             |               |               |               |               |               |               |               |               | 6      | 9        |
| Slowenien             | X          | X          | X          | X          |               |               |               |               |               |               |               |               | X             |               |               |               | 5      | 6        |
| Spanien               | X          | X          | X          | X          |               |               | X             | X             |               | X             | X             | X             |               |               | X             |               | 10     | 15       |
| Südkorea              |            |            |            |            | X             |               |               |               |               |               |               |               |               |               |               |               | 1      | 1        |
| Thailand              |            |            |            |            |               |               |               |               |               |               |               |               |               |               | X             |               | 1      | 1        |
| Tschechien            | X          | X          | X          | X          |               |               | X             |               | X             | X             |               |               |               |               |               |               | 7      | 9        |
| Tunesien              |            |            |            |            |               | X             |               |               | X             |               |               |               | X             |               |               |               | 3      | 4        |
| Ukraine               |            |            | X          |            |               |               |               |               | X             | X             |               |               | X             | X             |               | X             | 6      | 11       |
| Ungarn                |            |            |            | X          |               |               | X             | X             |               | X             | X             | X             |               | X             | X             | X             | 9      | 18       |
| Usbekistan            |            |            |            |            |               |               |               |               |               |               |               |               |               |               |               | X             | 1      | 2        |
| Vereinigte Staaten    | X          | X          |            | X          |               |               |               |               |               |               |               |               |               |               | X             |               | 4      | 4        |
| Total: 59 NOKs        | 24         | 17         | 24         | 17         | 12            | 15            | 10            | 11            | 12            | 14            | 12            | 16            | 8             | 12            | 12            | 13            | 241    | 331      |